# Stefaniola insignata
Stefaniola insignata är en tvåvingeart som beskrevs av Boris Mamaev 1972. Stefaniola insignata ingår i släktet Stefaniola och familjen gallmyggor. Inga underarter finns listade i Catalogue of Life.